# Discesa al Limbo (Gian Marco Cavalli)
La Discesa al Limbo è un'incisione a bulino e puntasecca su carta (26,9x20 cm), databile al 1475 circa e conservata, al Metropolitan Museum of Art di New York.

## Descrizione e stile
L'incisione rappresenta Cristo ritratto da dietro mentre intraprende la sua discesa nel Limbo, la zona prima dell'ingresso all'Inferno.
L'opera è stata attribuita a Gian Marco Cavalli dalla studiosa statunitense Suzanne Boorsch, in qualità di esecutore testamentario, secondo il contratto stabilito il 5 aprile 1475 con Andrea Mantegna.